# Klaus Gollert

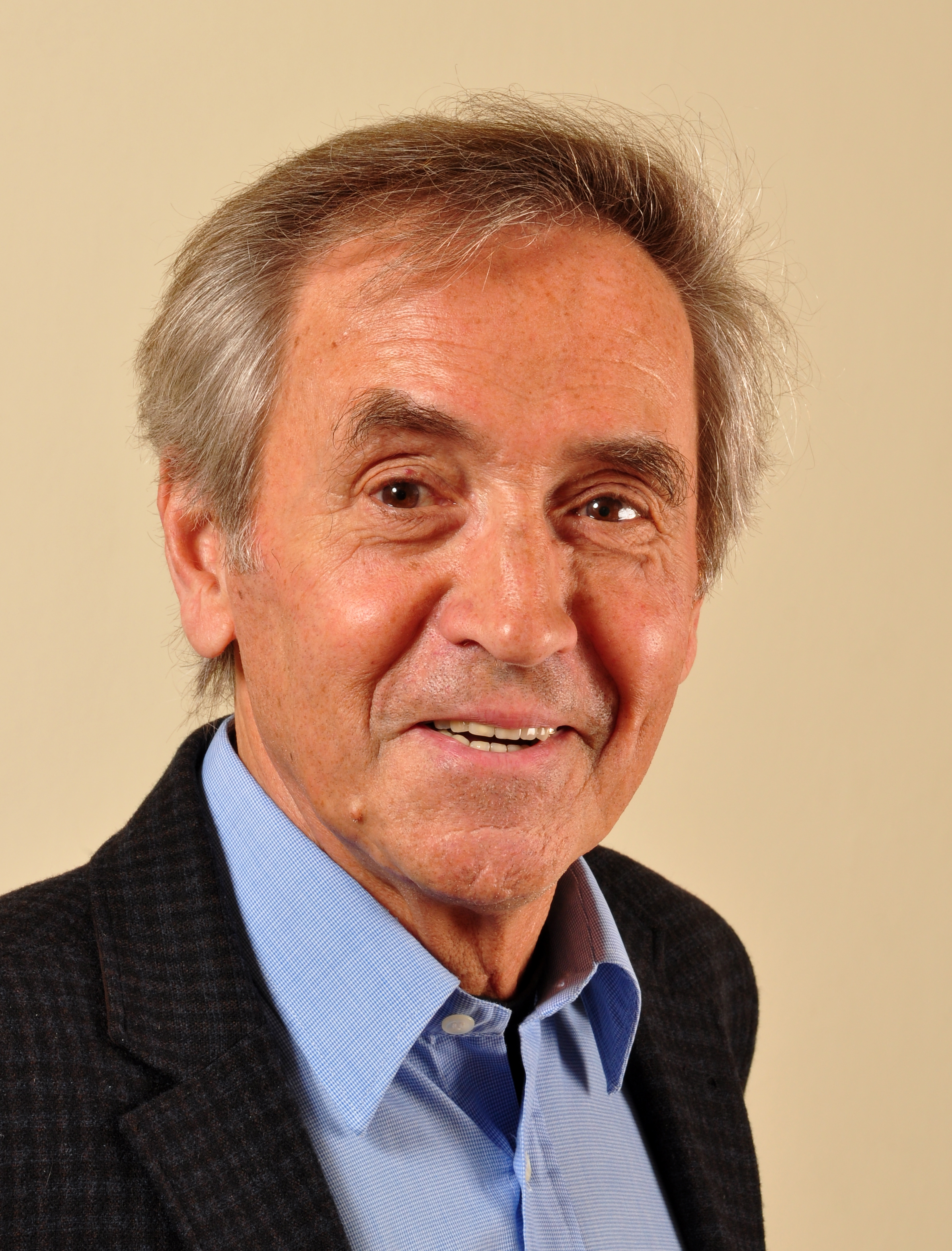
Klaus Gollert, 2013

Klaus Gollert (* 11. Juni 1938 in Greifswald) ist ein deutscher Arzt und Politiker (FDP). Von 1990 bis 1994 war er Minister für Arbeit, Gesundheit und Sozialordnung des Landes Mecklenburg-Vorpommern.

## Leben und Beruf
Nach dem Abitur 1957 nahm Gollert ein Studium der Medizin an der Universität Greifswald auf, das er 1963 mit der Promotion zum Dr. med. beendete. Er arbeitete von 1964 bis 1970 als Stationsarzt am Kreiskrankenhaus in Wolgast, erhielt 1968 die Anerkennung als Facharzt für Chirurgie und war von 1970 bis 1985 als Chefarzt an der Poliklinik in Wolgast tätig. Von 1985 bis 1987 war er Direktor der medizinischen Einrichtung. Von 1988 bis 1990 hatte er eine Tätigkeit als Kreisgutachter und stellvertretender Kreisarzt in Wolgast inne.
Später war Gollert bis 2002 Leiter der Landesvertretung des VdAK Hamburg.

## Politische Laufbahn
Gollert trat 1969 der Blockpartei NDPD bei. Nach der politischen Wende in der DDR schloss er sich der FDP an und war von 1990 bis 1994 Mitglied des Landtags von Mecklenburg-Vorpommern. Im April 1994 wurde er auf dem Landesparteitag mit 83 von 155 Delegiertenstimmen als Nachfolger von Rainer Ortleb zum Landesvorsitzenden der FDP Mecklenburg-Vorpommern gewählt. Dieses Parteiamt leitete er bis 1995 und ist dort seither Ehrenvorsitzender und Mitglied des Landesvorstandes.
Gollert wurde am 27. Oktober 1990 als Minister für Arbeit, Gesundheit und Sozialordnung in die von Ministerpräsident Alfred Gomolka geführte Regierung des Landes Mecklenburg-Vorpommern berufen. Gleichzeitig übernahm er das Amt des Stellvertretenden Ministerpräsidenten. Seit 1992 war er Mitglied des von Ministerpräsident Berndt Seite geleiteten Kabinetts. Nach der Wahlniederlage der FDP bei den Landtagswahlen im Oktober 1994 schied er am 9. Dezember 1994 aus der Regierung aus und wurde als Sozialminister von Hinrich Kuessner abgelöst.

## Ehrungen
Im November 2008 wurde Gollert mit dem Bundesverdienstkreuz I. Klasse geehrt.